# Glaciares de la Cordillera Blanca

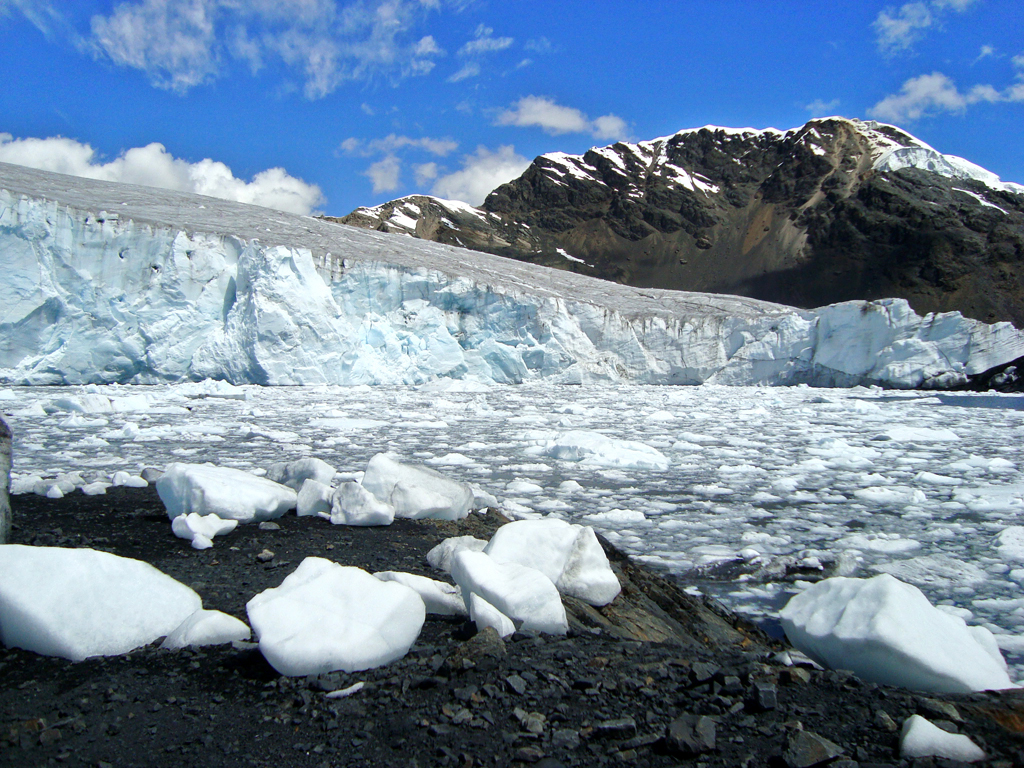
Glaciar Pastoruri

Los glaciares de la Cordillera Blanca, localizados en Áncash, Perú, son el último resto de las masas de hielo que cubrieron los Andes durante la era glacial, hace unos 20.000 años. Son los glaciares más septentrionales de Sudamérica y, aunque se encuentran distribuidos por las dos vertientes del Pacífico y Atlántico, son mayores en la primera vertiente. Todos son glaciares de montaña en su última fase. 
Al año 1997 se reportaba un total de 722 glaciares individuales en esta cordillera, los cuales cubren un área de 723,4 km². La mayoría de estos glaciares se encuentran en el lado occidental (cuenca del Pacífico) de la cordillera, donde 530 glaciares cubren un área de 507,5 km²; mientras que en el lado oriental, 192 glaciares cubren un área de 215,9 km². El 91 % de estos glaciares se clasifican como glaciares de montaña (generalmente cortos y con pendientes extremadamente empinadas); el resto se clasifican como glaciares de valle y un casquete de hielo.
Al igual que todas las áreas de glaciares andinos, la Cordillera Blanca ha sido testigo de un importante retiro de su cubierta de hielo durante el siglo XX debido al cambio climático. Los estudios han mostrado un retroceso de más del 15 % desde los años 1970.
En 1997 un segundo inventario a partir de imágenes Landsat calcula la cobertura glaciar en 611,49 km², y un tercer inventario al 2014 arroja una cobertura de 527,61 km². El último y cuarto inventario del 2016 registra un área de 448,81 km² de cobertura glaciar.
| Medición del área glacial en la cordillera Blanca |            |             |         |            |  |  |  |
|                                                   |            |             |         |            |  |  |  |
| 1970                                              | 1997       | 2003        | 2012    | 2020       |  |  |  |
| 723,37 km²                                        | 611,48 km² | 535,717 km² | 474 km² | 424,86 km² |  |  |  |

## Sistemas glaciares
| Sistema Glaciar | Cantidad | Altitud media msnm | Superficie km² | %     |
| --------------- | -------- | ------------------ | -------------- | ----- |
| Pelagatos       | 2        | 4 872              | 0,045          | 0,01  |
| Pacra           | 9        | 4 935              | 0,859          | 0,16  |
| Pilanco         | 30       | 5 103              | 5,428          | 1,03  |
| Champará        | 32       | 5 064              | 9,770          | 1,85  |
| Caullaraju      | 52       | 5 216              | 17,839         | 3,38  |
| Pongos          | 73       | 5 138              | 23,719         | 4,49  |
| Copap           | 36       | 5 056              | 27,847         | 5,28  |
| Contrahierbas   | 34       | 4 988              | 28,487         | 5,40  |
| Huascarán       | 28       | 5 338              | 51,352         | 9,73  |
| Huantsán        | 94       | 5 196              | 54,275         | 10,29 |
| Huandoy         | 84       | 5 213              | 62,341         | 11,81 |
| Santa Cruz      | 105      | 5 195              | 70,781         | 13,41 |
| Hualcán         | 72       | 5 132              | 83,378         | 15,80 |
| Chinchey        | 104      | 5 350              | 91,536         | 17,35 |

## Glaciares

### Vertiente Pacífico

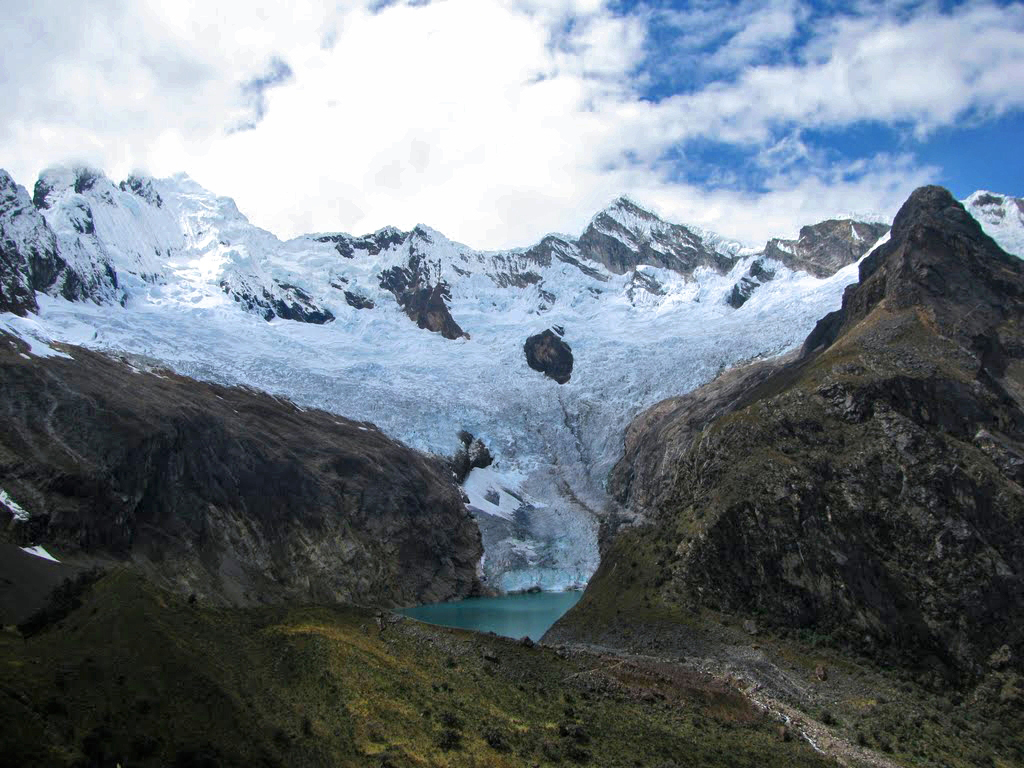
Arhuay (6025-4554 m)
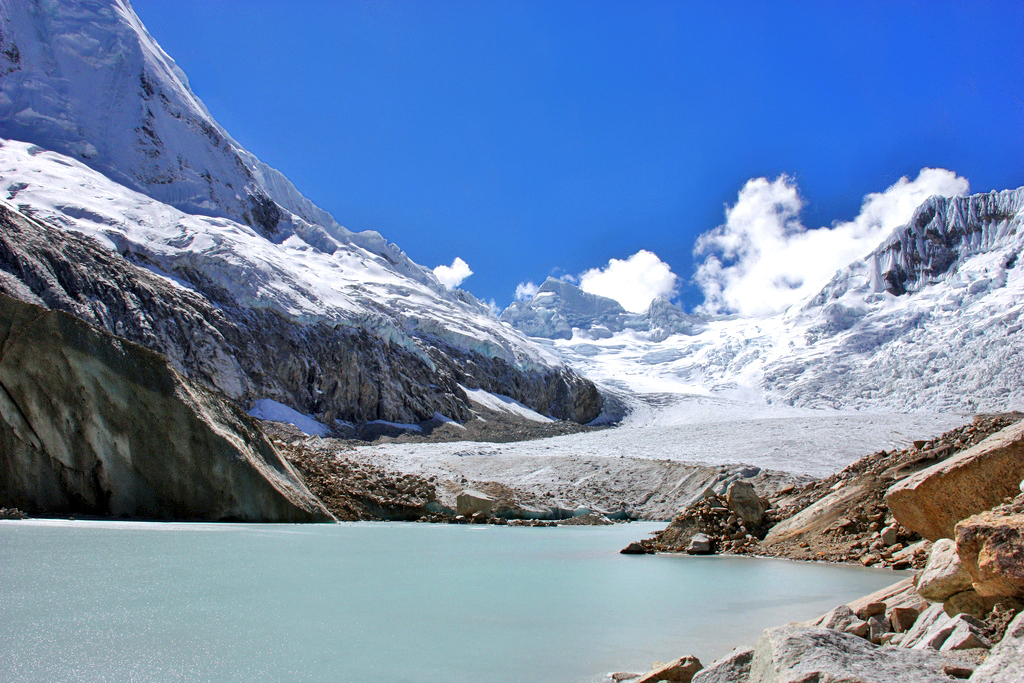
Artesonraju (6025-4685 m)
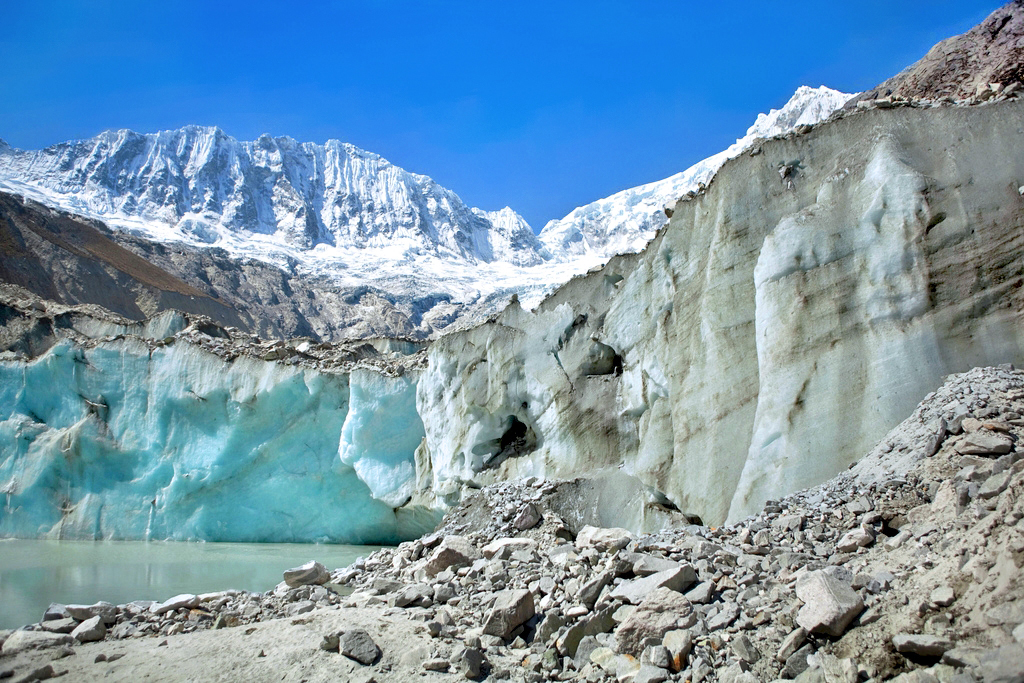
Llaca (6123-4500 m)
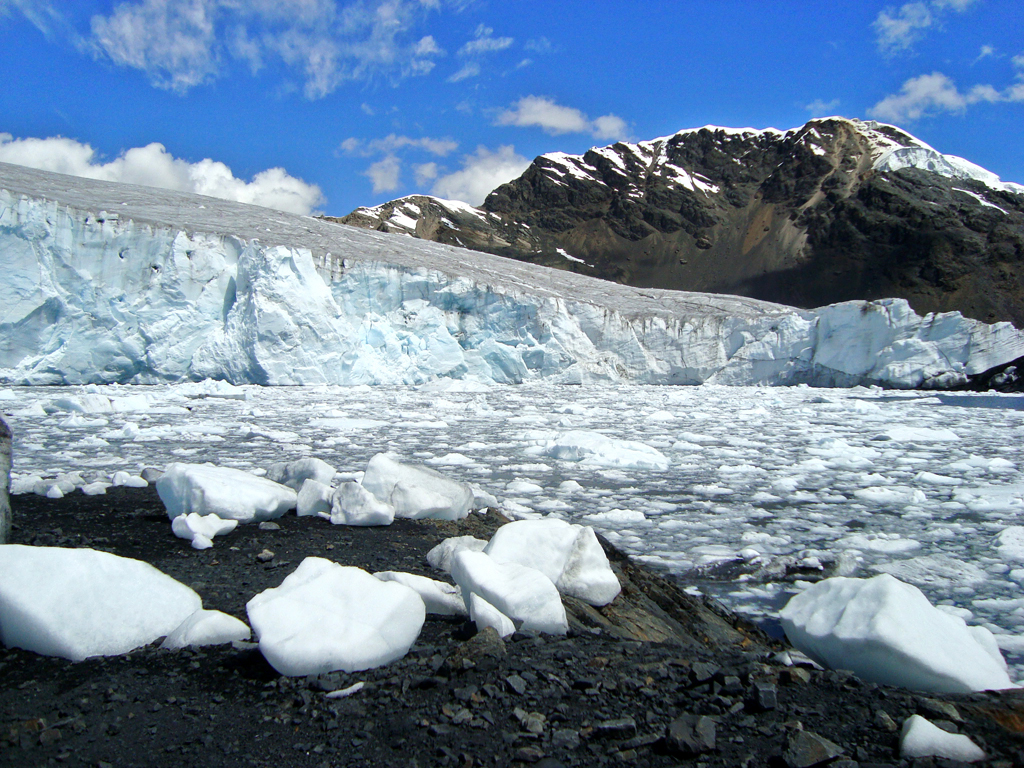
Pastoruri (5201-5001 m)

### Vertiente Atlántico

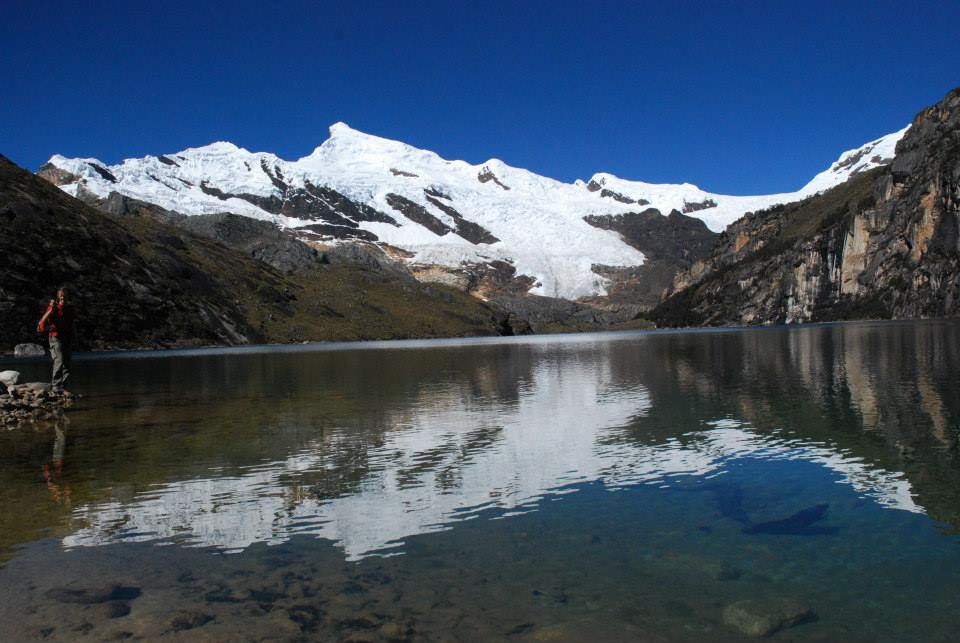
Ames (6025-4554 m)
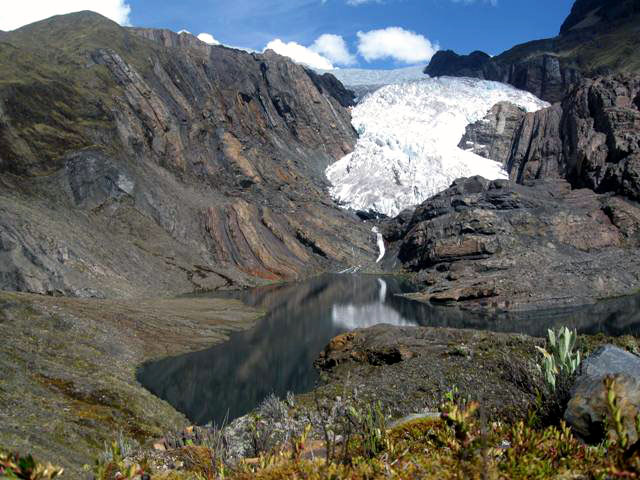
Perlilla (6025-4685 m)